# Bulbophyllum weinthalii
Bulbophyllum weinthalii é uma espécie de orquídea (família Orchidaceae) pertencente ao gênero Bulbophyllum. Foi descrita por Richard Sanders Rogers em 1933.